# Sparganothoides plemmelana
Sparganothoides plemmelana es una especie de lepidóptero del género Sparganothoides, tribu Sparganothini, familia Tortricidae. Fue descrita científicamente por Kruse & Powell en 2009.
La longitud de las alas anteriores es de 8,6 a 9,6 milímetros. Se distribuye por Guatemala.